# Ritratto femminile (Pollaiolo Firenze)
Il Ritratto femminile è un dipinto a tempera e olio su tavola (55x34 cm) incertamente attribuito ad Antonio o a Piero del Pollaiolo, databile al 1475 circa e conservato nella Galleria degli Uffizi a Firenze.

## Storia
L'opera, agli Uffizi dal 1861, fa parte del gruppo di ritratti femminili di profilo, tra cui il più famoso è quello del Museo Poldi Pezzoli di Milano. Il dipinto venne in passato attribuito dai curatori del museo a Piero della Francesca, Leonardo giovane e Cosimo Rosselli.
Altri tre, del tutto simili per dimensioni, tecnica e tipologia, sono al Metropolitan Museum di New York, alla Gemäldegalerie di Berlino e all'Isabella Stewart Gardner Museum di Boston. La critica è sostanzialmente divisa sull'attribuzione all'uno o all'altro dei fratelli del Pollaiolo. Alcuni, da Berenson in poi, attribuiscono tutti i capolavori ad Antonio, lasciando a Piero le opere più deboli o le parti meno riuscite; altri invece rilevano come nelle fonti antiche prima di Vasari Antonio sia testimoniato solo come scultore e incisore, attribuendo a Piero, che è testimoniato a capo di una bottega nel 1480, tutta la produzione pittorica; altri infine seguono una linea per temi: quelli mitologici, di azione e di battaglia ad Antonio, quelli più statici e contemplativi, compresi i profili, a Piero.

## Descrizione e stile
La giovane donna è rappresentata col busto ben eretto, voltata sinistra, mentre guarda serenamente davanti a sé. L'incarnato è dolcemente rosato e contrasta con la ricca artificiosità dell'acconciatura e del vestito, dove ogni dettaglio è descritto minuziosamente. I capelli sono raccolti nell'acconciatura detta "a vespaio", con un vezzo di perle, con al centro in questo caso un vistoso diadema con pietre preziose, che trattiene i capelli in una crocchia elaborata girando dietro la nuca e tenendo anche un velo trasparente che copre le orecchie. Al collo pende un altro filo di perle con un pendente dorato decorato da un rubino e altre perle. Il vestito, su cui è appuntata una ricchissima spilla descritta minuziosamente (vi si vede anche un angelo sbalzato che sormonta una gemma rossa incastonata al centro e circondata da tre perle bianche), è caratterizzato da maniche in broccatello, che erano la parte più preziosa dell'abito, estraibili e intercambiabili; il resto del busto è in velluto rosso scuro, una tinta che veniva prodotta a Firenze. La puntuale descrizione di questi dettagli dimostra come l'opera fosse originariamente destinata a certificare un alto status sociale, oltre che la bellezza della fanciulla.
I gioielli di perle e rubini sembrano rimandare a significati nuziali, suggerendo una possibile destinazione del ritratto come parte della dote o come dono per la famiglia dello sposo prima della sigla del contratto matrimoniale. Le perle infatti alludono alla purezza verginale e il rubino al rosso dell'amore. Molto simile è il pendente a quello del ritratto di New york: non è improbabile che l'oggetto fosse frutto della stessa bottega dei Pollaiolo, validi anche come orefici.
La stessa scelta del profilo è legata a una nobilitazione del personaggio, che si rifà ai cicli di Vir illustribus umanistici, a loro volta derivati dalla ritrattistica imperiale romana effigiata sulle monete.
Stilisticamente queste opere sono accomunate da contorni netti che risaltano sullo sfondo azzurrino, con una linea netta ed espressiva (il cosiddetto "primato del disegno"), che fu una delle caratteristiche più tipiche dell'arte fiorentina della seconda metà del XV secolo, in particolare dei fratelli del Pollaiolo.

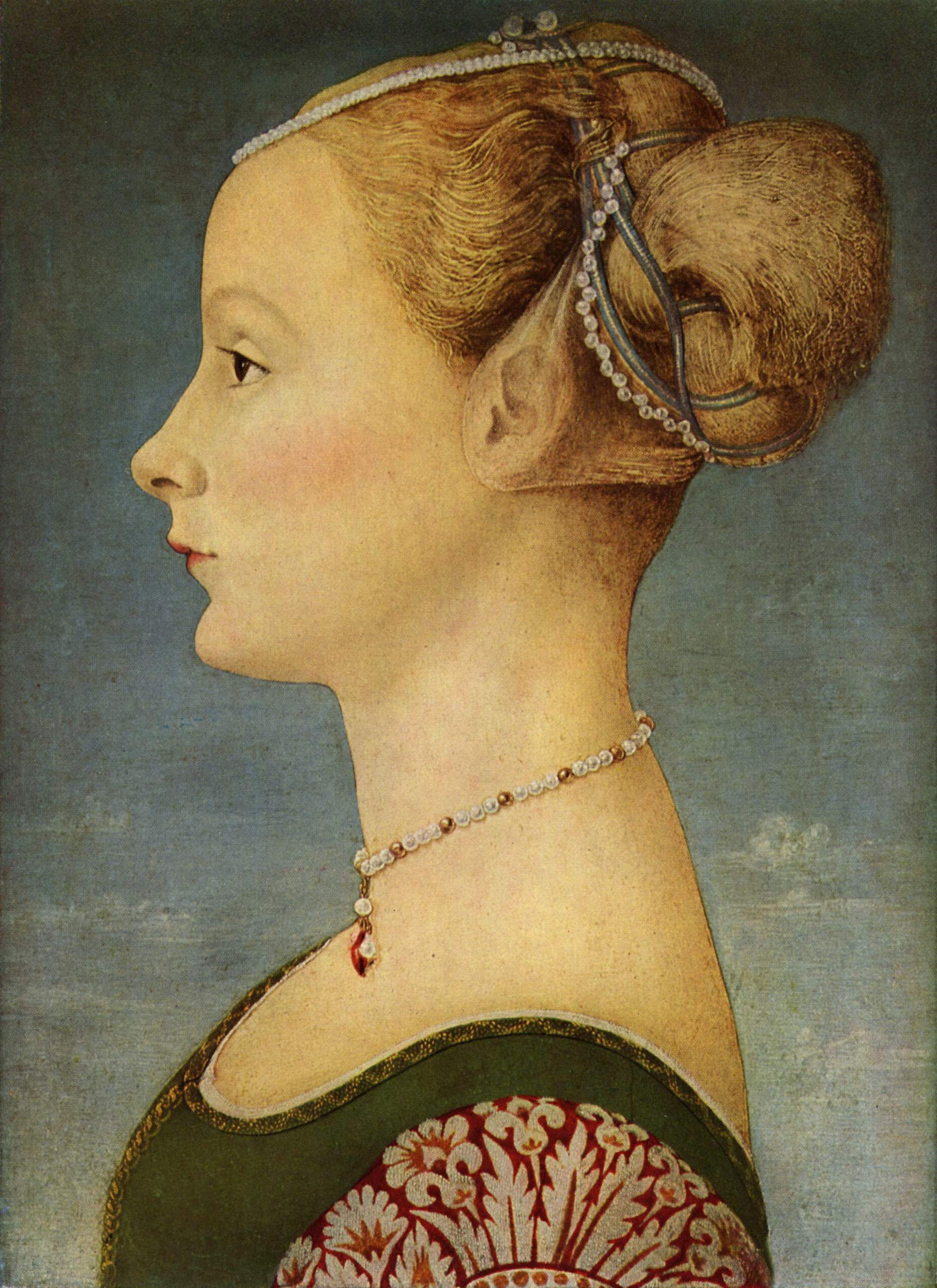
Ritratto di giovane dama, Museo Poldi Pezzoli, Milano
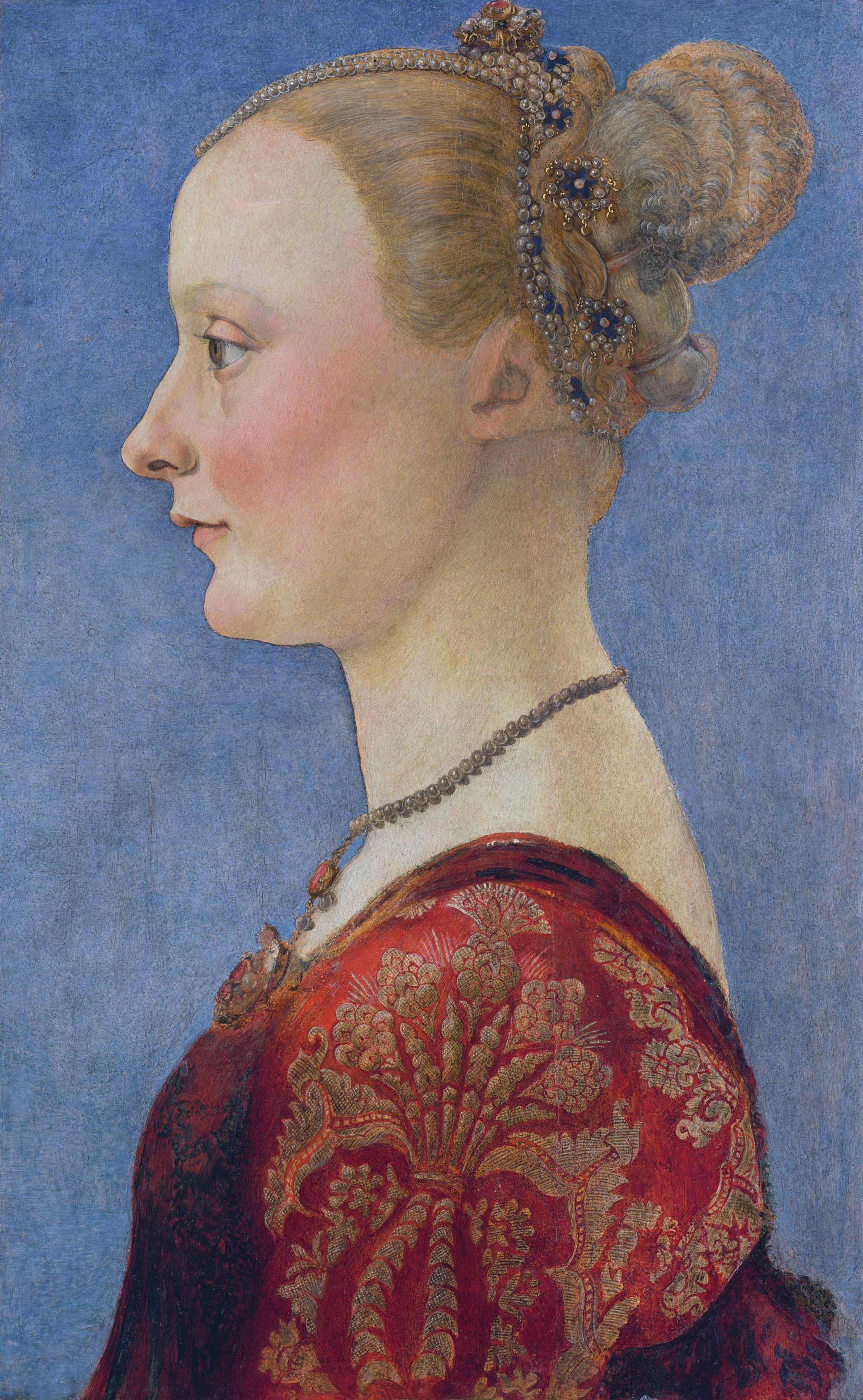
Ritratto di giovane dama, Metropolitan Museum, New York
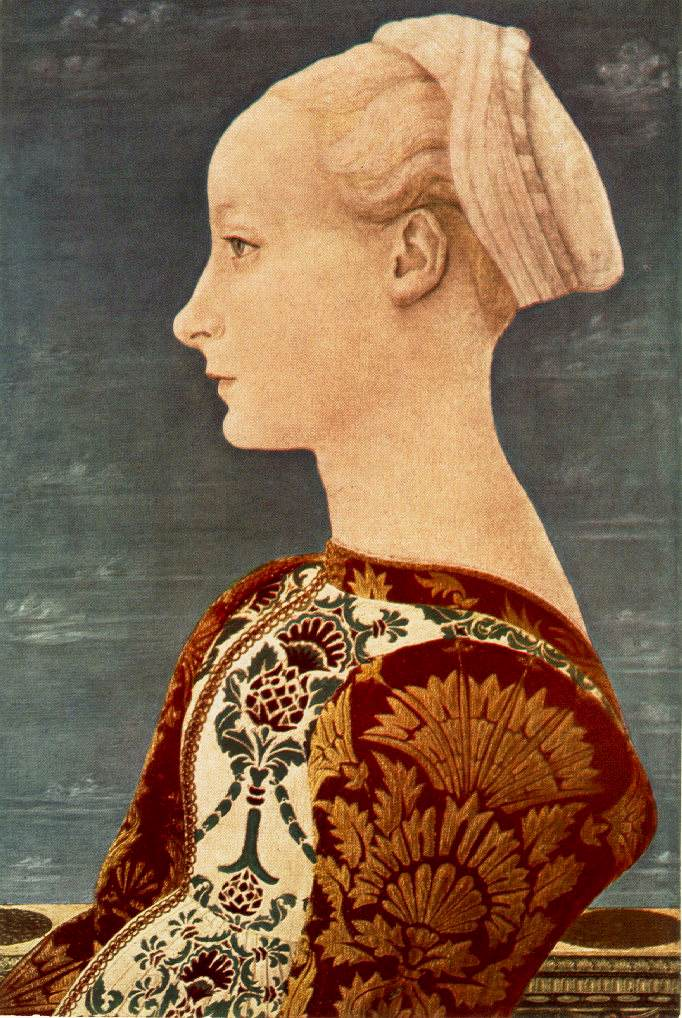
Ritratto femminile, Berlino